# ۱۴ آوریل، جمهوری
۱۴ آوریل، جمهوری (اسپانیایی: 14 de abril. La República‎) یک مجموعهٔ تلویزیونی درام تاریخی اسپانیایی است که در سال ۲۰۱۱ منتشر شد و ماجرای آن در دوران جمهوری دوم اسپانیا رخ می‌دهد.

## گزیدهٔ بازیگران
- فلیکس گومس[۱]
- آله‌خو سائوراس[۱]
- ماریونا ریباس[۱]
- ورونیکا سانچس[۱]
- اورسولا کوربرو[۱]
- آلکس آنگولو[۱]
- لوسیا خیمه‌نس[۱]
- فرناندو کایو[۱]
- رائول پنیا[۱]
- بیکتور کلاویخو[۱]
- بیسنته رومرو[۱]
- سرخیو مور[۲]
- ماریا کوتیه‌یو[۲]
- کارولینا لاپائوسا[۱]
- بیل دوران[۲]
- پپه اوسیو
- ایتساسو آرانا